# René Valmy
Pour les articles homonymes, voir Valmy.

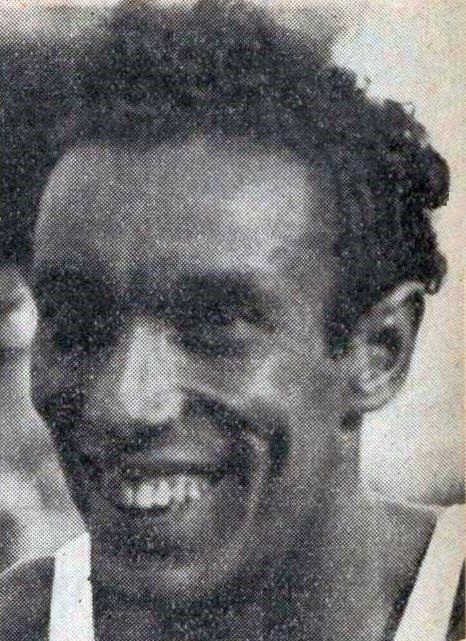
Jean Valmy en automne 1946.

René Charles Valmy  (né le 24 décembre 1920 à Tarbes, ville où il est mort le 6 novembre 1977) est un athlète français spécialiste du sprint.

## Biographie
Licencié à l'UA Tarbaise, René Valmy remporte neuf titres nationaux « élite » entre 1939 et 1945, signant cinq succès sur 100 mètres et quatre succès sur 200 mètres. 
En 1946, lors des Championnats d'Europe d'Oslo, le Français remporte la médaille d'argent du relais 4 × 100 mètres aux côtés de Agathon Lepève, Julien Le Bas et Pierre Gonon.
Sélectionné pour les Jeux olympiques de Londres en 1948, le Français atteint le deuxième tour du 100 mètres et est éliminé dès les séries du relais 4 × 100 mètres.
Professeur d'éducation physique et sportive au lycée Théophile-Gautier de Tarbes, il est recruté dans cette fonction en 1963 à l'école nationale d'ingénieurs de Tarbes (ENIT) .
Il repose au cimetière de la Sède de Tarbes.

## Records
- 100 m : 10 s 5 (20 juillet 1941, record de France)

## Palmarès
| Date | Compétition           | Lieu | Résultat | Discipline |
| ---- | --------------------- | ---- | -------- | ---------- |
| 1946 | Championnats d'Europe | Oslo | 2e       | 4 × 100 m  |

- Vainqueur du 100 mètres lors de France-Finlande en septembre 1946.
- Champion de France du 100 m en 1939, 1941, 1942, 1943 et 1945.
- Champion de France du 200 m en 1941, 1942, 1943 et 1945